# Hiraea fosteri
Hiraea fosteri är en tvåhjärtbladig växtart som beskrevs av W.R.Anderson. Hiraea fosteri ingår i släktet Hiraea och familjen Malpighiaceae. Inga underarter finns listade i Catalogue of Life.